# Liste der Wirtschaftsminister von Sachsen
Die Liste der Wirtschaftsminister von Sachsen bietet einen Überblick über die Wirtschaftsminister des Freistaates Sachsen und seiner Vorgängerstaaten.
Aufgeführt sind die Minister seit Errichtung des ersten sächsischen Wirtschaftsministeriums 1919.
| Name                                                     | Amtsantritt                                                | Kabinett                                  | Partei                  |
| Minister für Wirtschaft                                  | Minister für Wirtschaft                                    | Minister für Wirtschaft                   | Minister für Wirtschaft |
| -------------------------------------------------------- | ---------------------------------------------------------- | ----------------------------------------- | ----------------------- |
| Albert Schwarz                                           | 22. Januar 1919 14. März 1919 5. Mai 1920 9. Dezember 1920 | Gradnauer I Gradnauer II Buck I Buck II   | SPD                     |
| Alfred Fellisch                                          | 1. Mai 1921 5. Dezember 1922 21. März 1923                 | Buck II Buck III Zeigner                  | SPD                     |
| Fritz Heckert                                            | 12. Oktober 1923                                           | Zeigner                                   | KPD                     |
| Alfred Fellisch                                          | 31. Oktober 1923                                           | Fellisch                                  | SPD                     |
| Hermann Müller                                           | 16. Januar 1924                                            | Heldt I                                   | SPD / ASPS              |
| Walter Woldemar Wilhelm                                  | 13. Januar 1927                                            | Heldt II                                  | WP                      |
| Friedrich Krug von Nidda und von Falkenstein             | 1. Juli 1927 25. Juni 1929                                 | Heldt III Bünger                          | DNVP                    |
| Hans R. Hedrich                                          | 6. Mai 1930                                                | Schieck                                   | DDP                     |
| Friedrich Johannes Kluge (kommissarisch)                 | 10. März 1933                                              | Killinger                                 | parteilos               |
| Georg Lenk                                               | 6. Mai 1933 28. Februar 1935                               | Killinger Mutschmann                      | NSDAP                   |
| Vizepräsident für Wirtschaft, Arbeit und Verkehr         |                                                            |                                           |                         |
| Richard Woldt                                            | 4. Juli 1945                                               | Friedrichs I                              | SPD                     |
| Vizepräsident für Wirtschaft und Arbeit                  |                                                            |                                           |                         |
| Fritz Selbmann                                           | 17. September 1945                                         | Friedrichs I                              | KPD / SED               |
| Minister für Wirtschaft und Wirtschaftsplanung           |                                                            |                                           |                         |
| Fritz Selbmann                                           | 12. Dezember 1946 30. Juli 1947                            | Friedrichs II Seydewitz I                 | SED                     |
| Alfred Fellisch                                          | 9. April 1948                                              | Seydewitz I                               | SED                     |
| Minister für Industrie und Verkehr                       |                                                            |                                           |                         |
| Alfred Fellisch                                          | 18. August 1948                                            | Seydewitz I                               | SED                     |
| Gerhart Ziller                                           | 1. April 1949                                              | Seydewitz I                               | SED                     |
| Minister für Industrie, Arbeit und Aufbau                |                                                            |                                           |                         |
| Richard Goschütz                                         | 24. November 1950                                          | Seydewitz II                              | FDGB                    |
| Von 1952 bis 1990 existierte kein Land Sachsen           |                                                            |                                           |                         |
| Minister für Wirtschaft und Arbeit                       |                                                            |                                           |                         |
| Kajo Schommer                                            | 8. November 1990 6. Oktober 1994 26. Oktober 1999          | Biedenkopf I Biedenkopf II Biedenkopf III | CDU                     |
| Martin Gillo                                             | 2. Mai 2002                                                | Milbradt I                                | CDU                     |
| Thomas Jurk                                              | 11. November 2004 18. Juni 2008                            | Milbradt II Tillich I                     | SPD                     |
| Minister für Wirtschaft, Arbeit und Verkehr              |                                                            |                                           |                         |
| Sven Morlok                                              | 30. September 2009                                         | Tillich II                                | FDP                     |
| Martin Dulig                                             | 13. November 2014 18. Dezember 2017 20. Dezember 2019      | Tillich III Kretschmer I Kretschmer II    | SPD                     |
| Minister für Wirtschaft, Arbeit, Energie und Klimaschutz |                                                            |                                           |                         |
| Dirk Panter                                              | 19. Dezember 2024                                          | Kretschmer III                            | SPD                     |